# 李通 (唐朝)
李通（?—?），唐朝皇子，是唐代宗的第十八子，

## 生平
生年不详，从异母兄李迥生年推断，当在750年之后。大历十年（775年），李通被他父亲唐代宗封为恭王。其后史书中没有记载他的情况。从元稹为其母恭王太妃所作的挽歌推测，李通可能活到800年代后。

## 母
太妃某氏，被尊为恭王太妃。元稹为恭王太妃所写挽歌词有二首：
燕姞贻天梦，梁王尽孝思。虽从魏诏葬，得用汉藩仪。曙月残光敛，寒箫度曲迟。平生奉恩地，哀挽欲何之。
文卫罗新圹，仙娥掩暝山。雪云埋陇合，箫鼓望城还。寒树风难静，霜郊夜更闲。哀荣深孝嗣，仪表在河间。

## 延伸阅读
[在维基数据编辑]
 《舊唐書·卷116》，出自刘昫《舊唐書》